# دخانية كبيرة الزهر
دخانية كبيرة الزهر (الاسم العلمي:Fumana grandiflora) هي نوع من النباتات يتبع جنس الدخانية من الفصيلة القريضية.